# Analia Bortz
Analia Bortz és una rabina argentina. Va ser la primera dona rabina d'Amèrica Llatina.
Va estudiar medicina es va especialitzar en radiologia i va fer un doctorat en Bioètica a la Universitat de Buenos Aires. El 1990 va fundar un grup per dones que sofrien d'infertilitat anomenat Hope for Seeds. També va fundar, juntament amb el seu marit, la congregació Congregation Or Hadash a Sandy Springs, Georgia.
Va ajudar a crear el comitè de bioètica a Xile i participa en el comitè de bioètica del Children's Healthcare d'Atlanta.
Va ser ordenada rabina el 1994 al Seminario Rabínico Latinoamericano de Jerusalem.
Està casada amb el també rabí Mario Karpuj i te dos fills. El 2018 va aparèixer a la llista de la 100 Women BBC.